# Мінеральні води Івано-Франківської області
Мінеральні води поширені по всій території Івано-Франківської області.
За результатами досліджень виділені такі види мінеральних вод:
1. Води типу «Нафтуся»;
2. Сульфідні води;
3. Хлоридно-натрієві і сульфатно вміщуючі розсоли;
4. Води без специфічних компонентів і властивостей;
5. Води із специфічними компонентами і властивостями: а) вуглекислі;
б) залізисті;
в) содові;
г) бальнеологічні йодо-бромні розсоли.
- 1. Мінеральні води типу «Нафтуся» поширені смугою в південно-західній частині області в межах Верховинського, Косівського, Надвірнянського, Богородчанського, Долинського районів. Попередньо оцінені запаси складають 175 м3/добу по категорії С2. Ресурси мінеральних вод типу «Нафтуся» складають 3540 м3/добу.
- 2. Сульфідні води поширені в районі проявлень сірки і поблизу них. Деякі площі поширення сульфідних вод приурочені до зон глибинних розломів, з якими пов'язане надходження сірководню. Дані води поширені в Рогатинському, Калуському, Тисменицькому, Тлумацькому, Коломийському, Городенківському, Снятинському районах. По курорту Черче запаси оцінені в кількості 54,0 м3/добу в Коршівському блоці запаси оцінені в кількості 74,0 м3/добу по категорії С2. Прогнозні ресурси сульфідних вод складають 5130 м3/добу.
- 3. Хлоридно-натрієві і сульфатовміщуючі розсоли поширені смугою з північного заходу на південний схід по території Долинського, Калуського, Рожнятівського і Богородчанського районів. Оцінені запаси складають 70 м3/добу по категорії С2. Ресурси розсолів по категорії Р складають 400 м3/добу. В Калуському районі с. Яворівка розкриті хлоридно-натрієві бальнеологічні розсоли з загальною мінералізацією 135 г/дм3 і вмістом Br — 319,6 мг/дм3 і J — 35,5 мг/дм3. По короткочасних відкачках дебіт свердловини становив 690 м3/добу.
- 4. Води без специфічних компонентів і властивостей поширені на значній території області в Рогатинському, Галицькому, Тисменицькому, Тлумацькому, Городенківському, Калуському, Коломийському районах.

Ресурси мінеральних вод складають — 8812 м3/добу, в т ч. води:
```
                   кишинівського типу – 186 м
3
/добу;
                    країнського типу – 6985 м
3
/добу;
                              казанського типу – 397 м3/добу;
               кашинського типу – 293 м
3
/добу;
                    угличського типу – 26 м
3
/добу;
                    каспійського типу – 242 м
3
/добу;
                    хіловського типу – 10 м
3
/добу;
                    миргородського типу – 606 м
3
/добу;
                    мінського типу – 67 м
3
/добу.
```

- 5. Мінеральні води з специфічними компонентами і властивостями.

а) Вуглекислі води мають поширення в південній частині області, в межах Верховинського району, в басейні р. Чорний Черемош. Запаси мінеральних вод по п'яти проявам оцінені в кількості 25,0 м3/добу по категорії С2.
б) Залізисті води поширені в південній і в південно-східній частинах області в межах Рожнятівського, Бгородчанського, Надвірнянського, Верховинського районів. Запаси по 15 проявах оцінені в кількості 120,0 м3/добу по категорії С2.
в) Мінеральні содові води виявлені в південній частині області в Верховинському районі. Оцінені запаси вод складають 30,0 м3/добу по категорії С2.
г) Води бромні, йодні, йодо-бромні пов'язані з розсолопроявами, нафтовими водами в Делятині, Березові, Красній, Гринівка (Надвірнянський і Косівський райони). Вміст брому у водах (розсолах) від 30 до 319 мг/дм3. Води перспективні для бальнеологічного та промислового використання.
Використання мінеральних вод в області недостатнє, особливо, з лікувальною метою. Виявлені перспективні ресурси дозволяють значно розширити використання мінеральних вод і розсолів для бальнеології, заводського розливу мінеральних та столових вод.
За рахунок інвесторів можуть бути розвідані родовища всіх перерахованих типів вод.

Аналіз стану мінерально-сировинної бази області свідчить про те, що найбільш актуальними роботами по її нарощуванню є роботи на нафту і газ, калійні солі, мінеральні води, різні види сировини для промисловості будівельних матеріалів. Ці напрямки робіт мають значні прогнозні ресурси і будуть, при позитивних результатах розвідки, використані промисловістю.
Роботи по калійних солях, в першу чергу на наш погляд, потребують розробки і впровадженню технології свердловинного видобутку.
Роботи по розширенню бази сировини для будівельних матеріалів повинні розпочатися з спільної роботи геологів і адміністрації по аналізу стану бази, розробці пропозицій по раціональному її використанню і розвитку необхідних для області напрямків, виходячи з економічної доцільності.
Роботи по пошуках і розвідці мінеральних вод мають виконуватися по замовленнях інвесторів для заводів розливу і розвитку санаторно-курортних закладів.
Заслуговують на увагу нові для області види сировини, — рудні корисні копалини (поліметали, золото Чивчин), літій, бром, йод (нафтові води і розсоли).
Необхідно звернути увагу на те, що значна частина розвіданих родовищ і перспективних площ не експлуатується і потрібно вжити заходів, щоби вони не були забудовані (родовища державного значення). Для цього потрібно провести роботу по винесенню їх меж на земельні плани і топографічні карти. Ці матеріали можуть бути використані при оцінці земельних ділянок і створенні обласної комп'ютерної мінерально-сировинної бази.